# 제48화학여단
제48화학여단(48th Chemical Brigade)은 제20CBRNE사령부의 예하 부대로서 텍사스주, 포트 후드에 주둔하고 있는 미국 육군 화학대의 여단으로, 2007년 9월 16일에 창설된 이후로 육군에서 유일하게 NBC 방호를 할 수 있는 정규군 여단이다.

## 역사
1943년 3월 12일에 창설되었던 제81화학대대에 기원을 두고 있다.
2012년 1월 7일, 제23화학대대가 한반도에 재배치되어 캠프 스탠리에 주둔하고 있다.
2015년 3월 9일, 서아프리카 에볼라 유행에 따라 제101공수사단과 교대하여 에볼라에 대응하기 위해 서아프리카의 라이베리아에 전개하였다.

## 편성

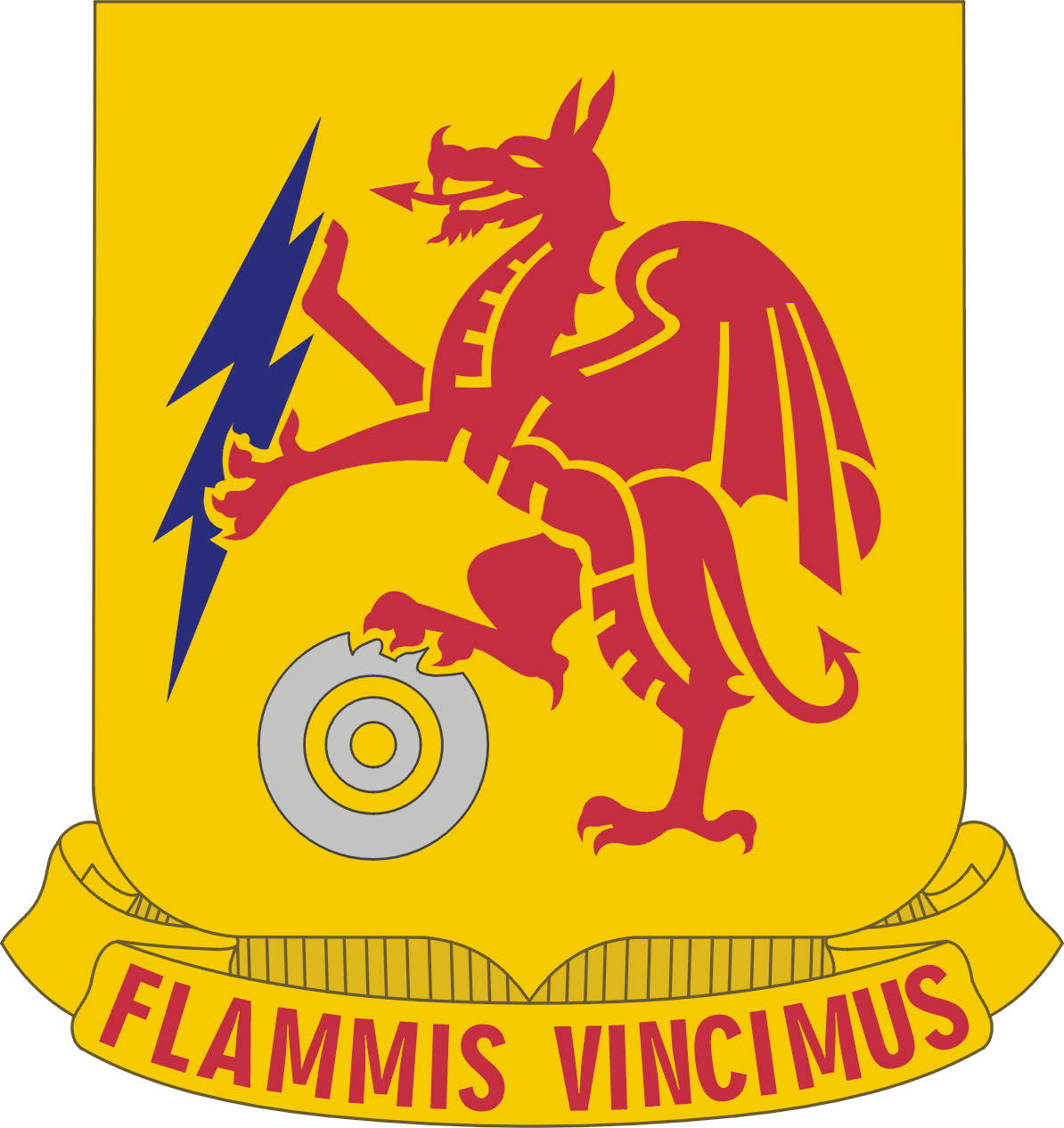
제2화학대대 포트 후드
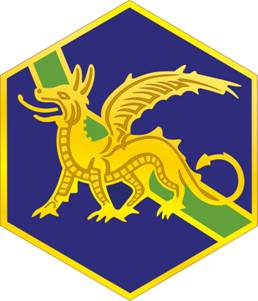
제22화학대대 에버딘 실함장
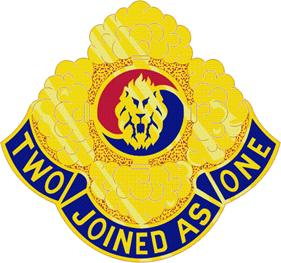
제23화학대대 캠프 스탠리
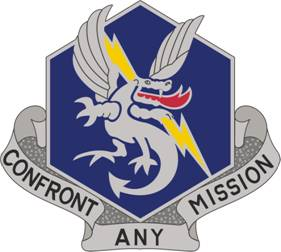
제83화학대대 포트 스튜어트
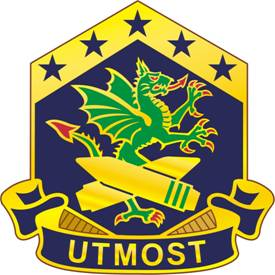
제110화학대대 루이스-맥코드 합동 기지

## 기록

### 계보
- 1942년 3월 12일, 제81화학대대, 본부 및 본부중대로 재정됨.
- 1942년 4월 25일, 텍사스주 포트 D.A. 러셀에서 창설.
- 1944년 2월 14일, 제81화학대대, 본부 및 본부파견대 (차량화)로 재조직 및 재편성됨.
- 1945년 2월 22일, 제81화학박격포대대, 본부 및 본부중대로 재편성됨.
- 1945년 11월 7일, 미주리주 포트 레오나드 우드에서 해산.
- 1951년 4월 17일, 정규군에 배당 및 제81화학단, 본부로 재편성됨.
- 1951년 5월 8일, 노스캐롤라이나주, 포트 브래그에서 재소집됨.
- 1952년 2월 12일, 제81화학단, 본부 및 본부중대로 재편성됨.
- 1953년 12월 1일, 제81화학단, 본부 및 본부파견대로 재편성됨.
- 1962년 9월 12일, 노스캐롤라이나 주, 포트 브래그에서 해산.
- 2000년 1월 14일, 제48화학여단 본부 및 본부중대로 재편성됨.
- 2007년 9월 16일, 텍사스 주, 포트 후드에서 재소집됨.

### 전역
| 스트리머                           | 명칭                   | 내역 |
| ---------------------------------- | ---------------------- | ---- |
| 제2차 세계 대전 유럽-아프리카-중동 | 노르망디 (화살촉 포함) |      |
| 제2차 세계 대전 유럽-아프리카-중동 | 북부 프랑스            |      |
| 제2차 세계 대전 유럽-아프리카-중동 | 라인                   |      |
| 제2차 세계 대전 유럽-아프리카-중동 | 안데스-알자스          |      |
| 제2차 세계 대전 유럽-아프리카-중동 | 중앙유럽               |      |

### 스트리머
| 스트리머            | 명칭     | 내역 |
| ------------------- | -------- | ---- |
| 미국 대통령부대표창 | 노르망디 |      |

## 참고
1. ↑  “23 화학대대의 한국도착”. 제2보병사단 공보부 페이스북 계정. 2013년 6월 14일에 확인함.
2. ↑  홍성규 (2013년 6월 13일). “단독/美, ‘북핵 장악팀’ 한국 배치 완료”. 채널A. 2014년 5월 5일에 원본 문서에서 보존된 문서. 2013년 6월 14일에 확인함.
3. ↑  Walter T. Ham IV (2015년 3월 9일). “Fort Hood-based brigade to aid Ebola response in West Africa”. 20th CBRNE Command Public Affairs. 2016년 6월 4일에 확인함.

- “Headquarters and Headquarters Company 48th Chemical Brigade”. 미국 육군 역사관. 2008년 5월 21일. 2016년 8월 31일에 원본 문서에서 보존된 문서. 2016년 6월 4일에 확인함.